# Джэксон (округ, Кентукки)
Джэ́ксон (англ. Jackson County) — округ в США, штате Кентукки. По состоянию на 2010 год, численность населения составляла 13 494 человек. Был основан в 1858 году, получил своё название в честь седьмого президента США Эндрю Джексона.

## География
По данным Бюро переписи США, общая площадь округа равняется 898,0 км², из которых 897,0 км² суша и 1,0 км² или 0,07 % это водоёмы.

### Соседние округа
- Эстилл (север)
- Ли (северо-восток)
- Аусли (восток)
- Клей (юго-восток)
- Лорел (юго-запад)
- Роккасл (запад)
- Мадисон (северо-запад)

## Демография
По данным переписи населения 2000 года в округе проживает 13 495 жителей в составе 5 307 домашних хозяйств и 3 953 семей. Плотность населения составляет 15 человек на км². На территории округа насчитывается 6 065 жилых строений, при плотности застройки 6,9 строений на км². Расовый состав населения: белые — 99,17 %, афроамериканцы — 0,05 %, коренные американцы (индейцы) — 0,19 %, азиаты — 0,01 %, гавайцы — 0,01 %, представители других рас — 0,04 %, представители двух или более рас — 0,52 %. Испаноязычные составляли 0,53 % населения независимо от расы.
В составе 35,50 % из общего числа домашних хозяйств проживают дети в возрасте до 18 лет, 60,20 % домашних хозяйств представляют собой супружеские пары проживающие вместе, 10,30 % домашних хозяйств представляют собой одиноких женщин без супруга, 25,50 % домашних хозяйств не имеют отношения к семьям, 23,00 % домашних хозяйств состоят из одного человека, 9,30 % домашних хозяйств состоят из престарелых (65 лет и старше), проживающих в одиночестве. Средний размер домашнего хозяйства составляет 2,52 человека, и средний размер семьи 2,96 человека.
Возрастной состав округа: 26,10 % моложе 18 лет, 9,80 % от 18 до 24, 29,40 % от 25 до 44, 22,90 % от 45 до 64 и 11,80 % от 65 и старше. Средний возраст жителя округа 40 лет. На каждые 100 женщин приходится 97,30 мужчин. На каждые 100 женщин старше 18 лет приходится 95,20 мужчин.
Средний доход на домохозяйство в округе составлял 20 177 USD, на семью — 23 638 USD. Среднестатистический заработок мужчины был 25 087 USD против 16 065 USD для женщины. Доход на душу населения составлял 10 711 USD. Около 25,80 % семей и 30,20 % общего населения находились ниже черты бедности, в том числе — 36,50 % молодёжи (тех, кому ещё не исполнилось 18 лет) и 24,10 % тех, кому было уже больше 65 лет.